# Лебедева, Агафья Феровна
Ага́фья Фе́ровна (Фёровна) Ле́бедева (в девичестве Санникова; 24 февраля 1908, д. Шиханы, Пермская губерния, Российская империя — 28 июня 1965, с. Большая Кварса, Воткинский район, Удмуртская АССР, СССР) — доярка колхоза «Красный маяк» Воткинского района Удмуртской АССР, Герой Социалистического Труда (1958).

## Биография
Родилась 24 февраля 1908 года в деревне Шиханы Пермской губернии (ныне Пермского края) в семье крестьянина. По национальности русская.
В 1930 году вышла замуж за Василия Лебедева и переехала в деревню Большая Кивара, с 1930 года и до самой пенсии проработала дояркой на молочно-товарной ферме в колхозе «Красный маяк» Воткинского района Удмуртской Республики. В 1957 году выступила инициатором социалистического соревнования на ферме, надоила по 3996 литров, а в 1958 году — по 5000 литров от каждой из закреплённых за ней коров (для сравнения, в 1951 году надой составлял 839 литров молока, в 1953 году — 1211 литров).
В 1956 году опубликовала брошюру «29 лет на ферме», расписав методику ухода за животными, нюансы составления рациона и приготовления кормов, контроля режима содержания и состояния здоровья животных.
Многократно участвовала во Всесоюзной выставке достижений народного хозяйства СССР, была награждена тремя медалями ВДНХ, удостоена звания «Лучшая доярка республики», награждалась Почётными грамотами Президиума Верховного Совета Удмуртской АССР, награждена знаком «Отличник сельского хозяйства».
Указом Президиума Верховного Совета СССР от 20 июня 1958 года «в ознаменование 400-летия добровольного присоединения Удмуртии к России и за выдающиеся производственные достижения и большой вклад, внесённый в освоение и внедрение новых прогрессивных методов труда в сельском хозяйстве Удмуртской АССР» удостоена звания Героя Социалистического Труда с вручением ордена Ленина и золотой медали «Серп и Молот». Одновременно орденом Ленина была награждена её сестра — Анастасия Фёровна Соломенникова (Санникова).
За время работы надоила около 300 тонн молока (по другим данным, свыше 625 тонн молока), вырастила 298 телят. В 1961 году исполкомом Воткинского райсовета ей была назначена персональная пенсия местного значения.
Жила в селе Большая Кварса (ныне д. Гришанки) Воткинского района Удмуртии, умерла 28 июня 1965 года.
Награждена орденом Ленина (20.06.1958), медалями. В деревне Большая Кивара в её честь названа улица. В 2017 году имя Героя было увековечено на открывшемся мемориале «Кивара — родина героев».